# Brońka
Brońka (ukr. Бронька) – wieś na Ukrainie, w rejonie irszawskim obwodu zakarpackiego. W 2001 roku liczyła 1812 mieszkańców.

## Zabytki
- zamek - w drugiej połowie XIII w., jakiś czas po inwazji Mongołów, na górze zbudowano pierwsze fortyfikacje zajmujące niewielki obszar. Mury zamku były używane w wojnie między węgierskim królem Belem IV i jego synem Stefanem V węgierskim, który często występował przeciwko władzy ojca, podnosząc bunt przeciwko niemu. W 1273 r. zamek został wymieniony w dokumencie króla Węgier Władysława IV Kumańczyka, który pisał, że zamek został wzięty z wrogami jego ojca, króla Stefana V węgierskiego. Zamek był również wymieniony w 1291 r. w dokumencie króla Andrzeja III[2]. Według umowy między Andrzejem III a austriackim księciem Albrechtem I Habsburgiem ten pierwszy musiał zniszczyć kilka małych twierdz granicznych, wśród których był zamek w Brońce[3]. Obecnie obiekt całkowicie zniknął z powierzchni ziemi, pozostały ślady wieży mieszkalnej, które jest w ruinie[3].